# Alfred Kühne
 (janvier 2024).
Le contenu est difficilement compréhensible vu les erreurs de traduction, qui sont peut-être dues à l'utilisation d'un logiciel de traduction automatique.
Alfred Kühne (14 avril 1895 - 16 octobre 1981) est un homme d'affaires allemand, fils d'August Kühne (1855-1932), cofondateur de Kuehne + Nagel, l'entreprise devenue mondiale de transport et de logistique.
Alfred Kühne a été membre militant du parti nazi et a mis son entreprise au service du pouvoir nazi.

## Enfance
Alfred Kühne est né à Brême le 14 avril 1895.

## Vie professionnelle et politique
Il a fait fortune en prenant le contrôle et la propriété du groupe industriel spécialisé dans les transports : Kuehne + Nagel, à la mort de son père en 1932, puis en mettant ses moyen logistique au service des nazis et en particulier au service du transport des biens juifs volés dans les zones envahies par l'Allemagne nazie.
Les archives montrent qu'Alfred Kühne (et son frère), qui co-dirigeaient l'entreprise Kuehne + Nagel avaient demandé à adhérer au parti Nazi bien avant la guerre (dès le 1er mai 1933) ; Ils avaient aussi créé une bibliothèque d'entreprise pleine de littérature nazie, et en 1937 leur entreprise était déjà classée « entreprise modèle national-socialiste » avec le « Diplôme Gau » que le groupe Kühne + Nagel a reçu chaque année à partir du début de la guerre en 1939.
Alfred Kühne a mis son entreprise de logistique au service du nazisme et durant cette période les deux frères se sont accordés d'importantes hausses de salaire, et ont acheté des propriétés (dont à Lübeck et Leipzig et Hambourg), avantages en argent et/ou en nature qu'ils ont pu conserver lors de la période de dénazification. Ils ont tous deux, dans un premier temps, après la défaite allemande, été identifiés par la commission de dénazification comme soutiens actif du nazisme. Cependant, tous deux, et l'entreprise Kuehne + Nagel, n'ont finalement jamais été poursuivis et n'ont dû indemniser aucune victime du nazisme et des spoliations ; ils ont échappé au processus de dénazification alors qu'ils avaient - avec leur entreprise - contribué de manière majeure à la spoliation des biens juifs (l'entreprise avait « un quasi-monopole sur le transport des biens juifs spoliés »). 
Pour obtenir cette immunité, ils ont aidé à l'établissement d'une agence secrète de renseignement fondée par les autorités américaines (agence qui a été le précurseur du Bundesnachrichtendienst ou BND, ou Service fédéral de renseignement allemand, créé en 1956 et dirigée par un ancien nazi, et composée de nombreux anciens spécialistes nazis du renseignement.
Selon les documents maintenant déclassifiés disponibles aux Archives d'État de Brême un document daté du 17 février 1948, marqué « TOP SECRET » émis par la "Division de renseignement du quartier général" en poste à Herford adressé au Comité de dénazification de Brême contenant le texte suivant : « Il est considéré comme vital pour les opérations déjà en cours, que M. Alfred KUEHNE soit dénazifié dans une telle catégorie afin qu'il puisse conserver son entreprise ». Il est apparu que les « opérations » en question, classées secrètes, étaient celles de l'« Organisation Gehlen » (du nom de son dirigeant, Reinhard Gehlen ex-major général de la Wehrmacht, ancien chef du renseignement militaire allemand nazi sur le front de l'Est lors de la Seconde Guerre mondiale. L'Organisation Gehlen affirmait vouloir utiliser le réseau des succursales de l'entreprise logistique (à Bonn, Brême et Munich) pour dissimuler des espions et employés importants chargés du renseignement.
Les deux frères et chefs d’entreprise Kühne ont alors été reclassés en simples « suiveurs » du nazisme, par le comité de dénazification, avec le soutien de la CIA dans les archives de laquelle des documents déclassifiés « montrent que Kühne + Nagel a servi d'adresse de couverture dans la période d'après-guerre pour l'organisation Gehlen ».

## Fin de vie
Alfred Kühne est mort à Lenzerheide (Suisse) le 16 octobre 1981, alors que le contrôle de l'entreprise Kuehne + Nagel passait au mains de son fils unique Klaus-Michael Kühne.